# Ofensivas de verano de 1993
Las ofensivas de verano de 1993 durante la primera guerra del Alto Karabaj significaron la ocupación de varias regiones de Azerbaiyán por parte de unidades militares armenias tras una serie de batallas de junio a agosto de 1993.
En respuesta a la intensificación azerbaiyana de los bombardeos contra la población civil indígena del Alto Karabaj desde Agdam, el 4 de julio de 1993 las fuerzas armenias respondieron con un ataque de artillería contra aquella capital regional. A medida que los civiles empezaban a evacuar la ciudad, lo hacían también los soldados azeríes, que durante la lucha casa a casa hicieron pocos esfuerzos por defenderla a causa de las deserciones, la indisciplina y la baja moral de sus tropas. A finales de mes, los armenios se habían apoderado de Agdam y se estima que 120 000 civiles habían abandonado el raión homónimo. El 29 de julio fue aprobada la resolución 853 del Consejo de Seguridad de las Naciones Unidas, que condenaba la ofensiva y reafirmaba los puntos afirmados en resoluciones anteriores. El gobierno armenio afirmó no tener ningún control sobre los líderes militares del enclave, ante el llamamiento a cesar sus avances.
Ante el colapso militar, el presidente azerbaiyano Heydar Alíyev intentó mediar con el gobierno de facto del Alto Karabaj y los representantes del Grupo de Minsk de OSCE, acordándose una tregua de tres días entre ambos gobiernos desde el 26 de julio, pero al cabo de unos días el alto el fuego fue violado y ambas partes retomaron la lucha. A mediados de agosto, los armenios reunieron una fuerza para adentrarse en las regiones azeríes de Fuzuli y Jabrayil, al sur del antiguo óblast karabají. Azerbaiyán denunció que las tropas armenias habían comenzado a bombardear las aldeas, lo que fue negado por estas, alegando que estaban defendiendo la frontera sur de su enclave de los ataques azerbaiyanos. En cualquier caso, los armenios avanzaron apoyados por armamento pesado en dirección sur, a través de Fuzuli hacia la frontera con Irán. El gobierno iraní emitió varias advertencias ante la nueva ofensiva, pero también dijeron que se comprometerían con las nuevas conversaciones de paz. La región estaba poblada por 30–50 000 azeríes, de los cuales muchos se vieron forzados a huir y buscar refugio en Irán. Para el 20 de agosto las ciudades de Fuzuli, Jabrayil y Zəngilan estaban en manos armenias, y en un lapso de pocos meses Azerbaiyán había perdido cinco regiones adyacentes la zona disputada del Alto Karabaj.